# 디자인 성공시대
디자인 성공시대는 2008년 10월 28일부터 2009년 3월 25일까지 SBS에서 방영된 교양프로그램이다.

## 진행자
- 이승연
- 김영철
- 김새롬